# Občina Kuzma
Občina Kuzma (nemško Bonisdorf) je ena od občin v Republiki Sloveniji na Goričkem delu Prekmurja.

## Geografija
Občina Kuzma leži na Goričkem, na skrajnem severovzhodnem gričevnatem delu Slovenije na terciarnem gričevnatem delu - na stičišču treh dežel - ob tromeji Slovenije, Avstrije in Madžarske. Občina se razprostira na površini cca 22,9 km² in meji na avstrijsko zvezno deželo Gradiščansko, madžarsko Železno županijo (nem. Eisenburg) in slovenske občine Gornji Petrovci, Grad in Rogašovci. Na območju občine, v Trdkovi, se nahaja piramidasti tromejni kamen iz leta 1924. Vsaka stran piramide nosi grb ene od mejnih držav, obrnjen v smeri te države, ter letnico določitve državne meje (10. september 1919 in 4. junij 1920).
Tromejnik je 31. maja 1924 na sedanjo mesto postavila mednarodna razmejitvena komisija. S Trianonsko mirovno pogodbo 4. junija 1920 je bilo Prekmurje dokončno vključeno v jugoslovansko državo.

## Zanimivosti in turizem
Do tromeje vodi turistična pot v obmejnem delu občine Kuzma in krožna naravoslovna učna pot, ki je sestavljena iz 13 postaj, med katerimi nas skozi gozd vodi ježek. Gozdna učna pot je dolga 2600 m, kar je približno eno uro in pol hoje. Objekti na poti so opremljeni tako, da lahko uporabite vsa svoja čutila. Dostop pa je tudi iz drugih dveh držav.
Skupna kulturna in naravna dediščina je povezala Krajinski park Goričko (ob ustanovitvi) z že oblikovanima parkoma na avstrijski strani z Naravnim parkom Raab (ustanovljen 1996) in Narodnim parkom Őrség (ustanovljen 2002). Tako obsega Krajinski park Goričko – Őrség – Raab na slovenski strani celotno Goričko, na avstrijski strani je vanj vključena podregija Južno Gradiščansko Ženavci (Jennersdorf) s sedmimi občinami na južnem Gradiščanskem ob reki Rabi, na madžarski strani pa Zalska in Železna županija. Sedež skupnega parka je načrtovan v Gradu na Goričkem.

V Kuzmi imajo spominski park v spomin pripadnikom Teritorialne obrambe RS in policije, ki so leta 1991 sodelovali v bojih za osamosvojitev Republike Slovenije in ubranili mednarodni mejni prehod Kuzma ter zavzeli stražnico v Kuzmi.
Od sakralnih objektov so pomembni predvsem cerkev sv. Kozme in Damjana v Kuzmi, posvečena zdravniškima zavetnikoma in poslikana s freskami, Evangeličanska cerkev, Gornji Slaveči, številne kapelice ter domačija Cecilije Bežan na Gornjih Slaveč z dimno kuhinjo in pokrita s slamo.
Številni mešani gozdovi v občini so privlačni predvsem za gobarje.

## Grb občine Kuzma
Grb je razdeljen na tri dele z belim kamnom - desno zeleno, levo rdečo in v sredini z modro barvo, kjer je bel golob nad katerim je lok s petimi zlatimi šesterokrakimi zvezdami. Sveti Kozma, zaščitnik zdravstva, je tudi zaščitnik občine. Barve v grbu predstavljajo tri sosednje narode - Avstrijce (rdeča), Madžare (zelena) in Slovence (modra), kjer se na severni meji občine nahaja tudi tromeja. Golob predstavlja mir, a pet zvezdic pet naselij v občini.
Grb so začeli uporabljati 29. oktobra 1999.

## Naselja v občini
Dolič, Gornji Slaveči, Kuzma, Matjaševci, Trdkova

## Osebnosti iz občine Kuzma
- seznam osebnosti iz občine Kuzma